# 하급분대지도자

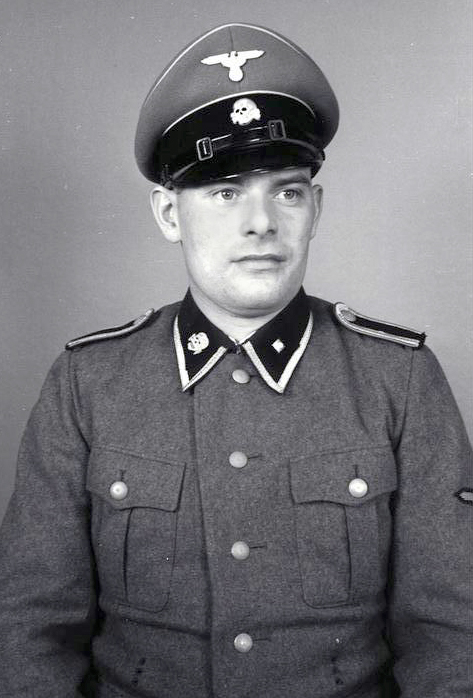
마우타우젠-구젠 강제수용소에서 근무한 한 친위대 하급분대지도자.

하급분대지도자(독일어: Unterscharführer)는 1934년에서 1945년 사이 나치 친위대에서 사용한 계급이다. 장검의 밤 사건 이후 친위대 조직이 재편되면서 새로이 만들어진 계급으로서 대오지도자의 위이고 분대지도자의 아래였다. 친위대 하급분대지도자는 돌격대 분대지도자 및 국방군 하사, 사관후보생과 동격이었다.